# Hans-Otto Philipp
Hans-Otto Philipp (* 16. Februar 1898 in Kiel; † 10. Dezember 1952 in Frankfurt am Main) war ein deutscher Fregattenkapitän d. R. der Kriegsmarine und Verbandsfunktionär.

## Leben
Hans-Otto Philipp trat am 1. April 1914 in die Kaiserliche Marine ein und kam zur infanteristischen Ausbildung an die Marineschule Kiel. Vom 13. Mai 1914 bis 8. August 1914 war er zur Bordausbildung auf der Victoria Louise. Für weniger Tage der 3. Kompanie der II. Matrosen-Division zugewiesen, kam er ab Mitte August 1914 als Seekadett und Fähnrich zur See bis Januar 1915 auf der Derfflinger. Er kam dann bis September 1917 auf die Hamburg und die Stettin, u. a. als Zweiter Torpedooffizier. Zum 13. Juli 1916 wurde er am 20. Februar 1917 zum Leutnant zur See befördert. Von September 1917 bis Dezember 1917 absolvierte er eine Ausbildung an der U-Boots-Schule und wurde später bis 2. Januar 1919 als Wachoffizier auf UB 64 (vom 11. März 1918 bis 21. April 1918) und U 118 (ab 21. April 1918) eingesetzt. Anschließend kam er zur Verfügung an die Marinestation der Nordsee. Am 22. März 1919 wurde er aus der Marine in den Reservedienst verabschiedet. Bis Kriegsende war er u. a. mit dem Eisernen Kreuz I. und II. Klasse (Verleihung am 15. Mai 1916), dem Hamburger Hanseatenkreuz (Verleihung 20. Oktober 1916) und Baltenkreuz ausgezeichnet worden.
Vom 26. März 1919 bis 27. Juli 1919 war er im 1. Garde-Reserve-Regiment des Grenzschutz Nordost und anschließend in der II. Marine-Brigade. Am 16. Januar 1921 erhielt er den Charakter als Oberleutnant zur See.
Er war in der Poldi-Hütte angestellt und baute 1932 bei den Mitteldeutschen Stahlwerken die Presseabteilung auf. In dieser Position war er in der Kontaktpflege zu den Waggonfabriken eingebunden. Er war über diese Aktivitäten mit Friedrich Flick als Eigentümer der Mitteldeutschen Stahlwerke und mit Otto Steinbrinck, sein Vorgesetzter und ebenfalls Angestellter Flicks, direkt verbunden und als Öffentlichkeitsreferent von Flick maßgeblich für die Kommunikation der Flick-Unternehmen nach außen.
Im Februar/März 1934 nahm er an Reserveübungen auf der Frauenlob und im Juni 1934 auf der Köln teil. Es folgten weitere Reserveübungen (im Februar 1935 im Sperrversuchskommando, im September 1935 auf dem Minensuchboot M 135 bei der 1. Minensuchflottille und im September 1937 bei der 1. Räumbootsflottille). Am 15. April 1936 war er mit Wirkung vom 15. April 1936 und RDA vom 16. Februar 1927 zum Oberleutnant zur See d. R. befördert worden.
Ab 4. September 1939 war er als Kapitänleutnant d. R. (Beförderung am 18. Januar 1938) Kommandant von M 1106 und zugleich stellvertretender Chef der neu aufgestellten 11. Minensuchflottille. Vom 26. April 1940 bis 28. Juni 1940 war er Zweiter Admiralstabsoffizier beim Führer der Minensuchboote Ost.
Von Juli 1940 bis zur Auflösung im August 1942 war er, ab 1. Februar 1941 Korvettenkapitän d. R., Chef der 11. Minensuchflottille. Die Besatzungen kamen zur neu aufgestellten 23. Minensuchflottille und Philipp übernahm die neu aufgestellte Flottille. Bis Juli 1943 blieb er Chef des Flottille. Am 5. Dezember 1940 erhielt er, nachdem dieses im September 1940 gestiftet worden war, das Kriegsabzeichen für Minensuch-, U-Boot-Jagd- und Sicherungsverbände. Ab Oktober 1943 war er erst Minenreferent und ab Juni 1944 Erster Admiralstabsoffizier beim Marineoberkommando Norwegen. In dieser Position wurde ihm am 1. September 1944 das Kriegsverdienstkreuz II. Klasse mit Schwertern verliehen.
Im Oktober 1944 wurde er Chef des 1. Küstensicherungsverbands (Kirkenes) und blieb dies bis Februar 1945. In dieser Position wurde er zum Fregattenkapitän d. R. befördert. Anschließend führte er bis Kriegsende den 6. Küstensicherungsverband (Kristiansand-Süd). Für seine fast verlustlose Führung des 1. Küstensicherungsverbandes erhielt er am 30. Dezember 1944 das Ritterkreuz des Eisernen Kreuzes verliehen. Am 1. Februar 1945 wurde er Fregattenkapitän d. R.
Nach Kriegsende wurde er in den Deutschen Minenräumdienst übernommen und war hier ab 9. Mai 1945 erst Erster Stabsoffizier bei der 3. Minenräumdivision und später Kommandeur der 4. Minenräumdivision. Am 7. November 1947 wurde er in Cuxhaven aus dem Deutschen Minenräumdienst entlassen.
Ab 1948 war er wieder in der freien Wirtschaft angestellt und war ab 1. Juli 1948 Geschäftsführer des Fachverbandes Waggonbau, einem Zusammenschluss deutscher Unternehmen.

## Werke (Auswahl)
- Marinelieder und Marinegedichte aus Krieg und Frieden. Hauschild, 1921.
- Friedrich von Kühlwetter, neu bearbeitet von Hans-Otto Philipp: Skagerrak: der Ruhmestag der deutschen Flotte. Ullstein, Berlin, 1933.
- Acht Kommandanten und ein Chef: Minensuchflottille im Einsatz. Deutscher Verlag, Berlin, 1942.